# Venta directa

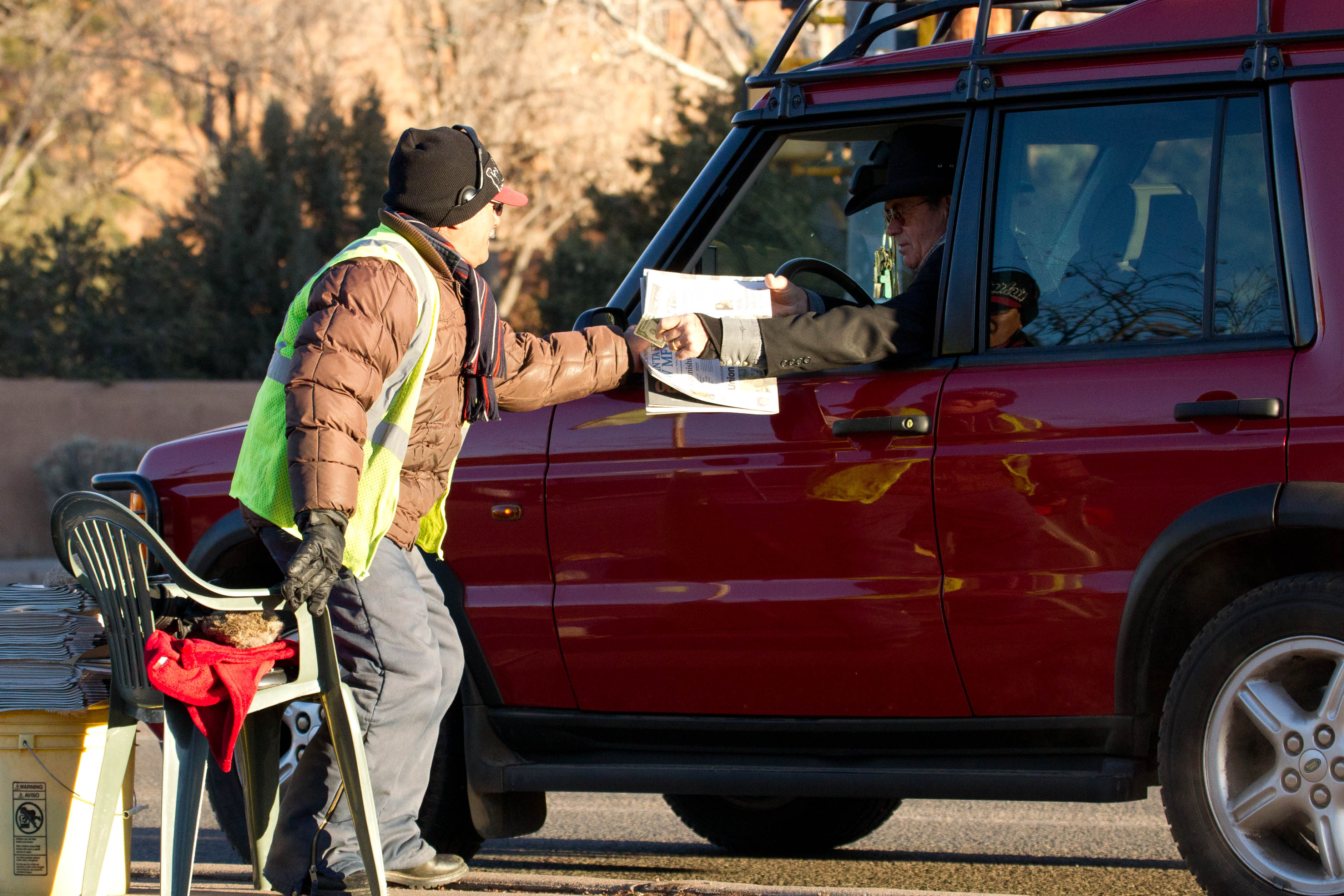
Vendedor de periódicos.

Se entiende por venta directa o venta a domicilio la comercialización fuera de un establecimiento comercial de bienes y servicios directamente al consumidor, mediante la demostración personalizada por parte de un representante de la empresa vendedora. Este último aspecto distingue a la venta directa de las denominadas ventas a distancia, en las que no llega a existir un contacto personal entre la empresa vendedora y el comprador.

## Fases de la venta
1. Contacto: Es el primer contacto con el cliente potencial.
2. La Presentación: demora más tiempo que los demás pasos, consiste en mostrar las características del producto o servicio y los beneficios del mismo.
3. El cierre: es el momento donde se completa la venta.
4. El seguimiento : si se produce una venta o no es importante realizar un seguimiento.

## Compañías de venta directa
De acuerdo con Direct Selling News, las mayores empresas de venta directa, por los ingresos en 2011,:

| Compañía                             | Año de fundación | Beneficios 2011 (USD) |
| ------------------------------------ | ---------------- | --------------------- |
| Amway Corporation                    | 1959             | 11.100 millones       |
| Mary Kay Inc.                        | 1963             | 10.900 millones       |
| Vorwerk & Co. KG                     | 1883             | 3.150 millones        |
| Herbalife Ltd.                       | 1980             | 3.000 millones        |
| Avon Products (Avon Cosmetics, Avon) | 1886             | 2.800 millones        |
| Primerica Financial Services Inc.    | 1977             | 2.300 millones        |
| Tupperware Brands Corp.              | 1951             | 2.210 millones        |
| Forever Living                       | 1978             | 2.100 millones        |
| Oriflame Cosmetics                   | 1967             | 1.680 millones        |
| Natura Cosméticos                    | 1969             | 1.520 millones        |
| Nu Skin Enterprises Inc.             | 1984             | 1.230 millones        |
| ACN                                  | 1993             | 550 millones          |